# 马恩河畔拉绍塞
马恩河畔拉绍塞（法語：La Chaussée-sur-Marne，法語發音：[la ʃose syʁ maʁn]）是法国马恩省的一个市镇，位于该省东南部，属于维特里勒弗朗索瓦区。

## 地理
马恩河畔拉绍塞（48°50'3"N, 4°31'22"E）面积22.05 平方千米，位于法国大東部大區马恩省，该省份为法国东北部内陆省份，北起阿登省，西北接埃纳省，西南接塞纳-马恩省，南至奥布省，东南接上马恩省，东临默兹省。
与马恩河畔拉绍塞接壤的市镇（或旧市镇、城区）包括：弗朗什维尔、阿布朗库尔、欧奈莱特尔、谢普拉普赖里、穆瓦夫尔河畔当皮埃尔、奥梅、波尼、菲永河畔圣阿芒、圣马丹欧尚。

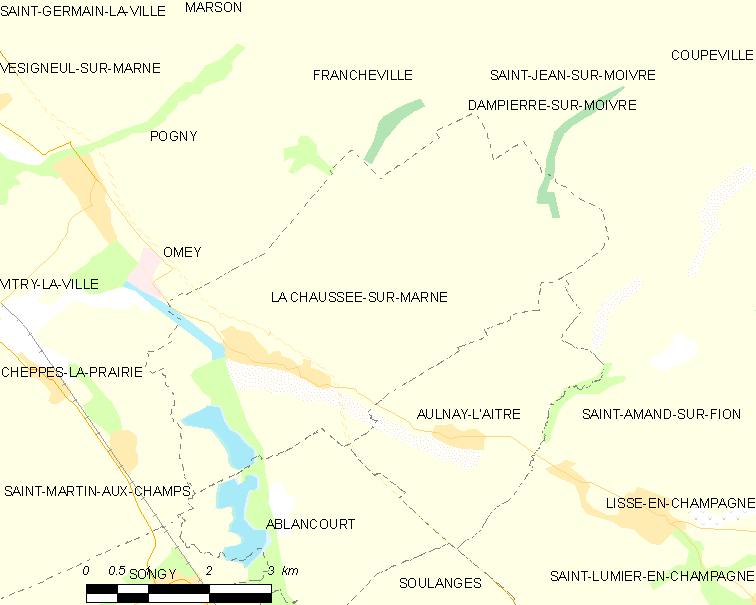
马恩河畔拉绍塞的OSM定位图

马恩河畔拉绍塞的时区为UTC+01:00、UTC+02:00（夏令时）。

## 行政
马恩河畔拉绍塞的邮政编码为51240，INSEE市镇编码为51141。

## 政治
马恩河畔拉绍塞所属的省级选区为维特里勒弗朗索瓦-香槟-代尔县。

## 人口

1962-2008年间马恩河畔拉绍塞人口变化图示

马恩河畔拉绍塞于2022年1月1日时的人口数量为764人。